# STP (empresa)
A STP é uma empresa americana com sede em St. Joseph, Missouri, que produz óleos e lubrificantes para carros, a empresa é de propriedade da Spectrum Brands. A sigla é referente à Scientifically Treated Petroleum.

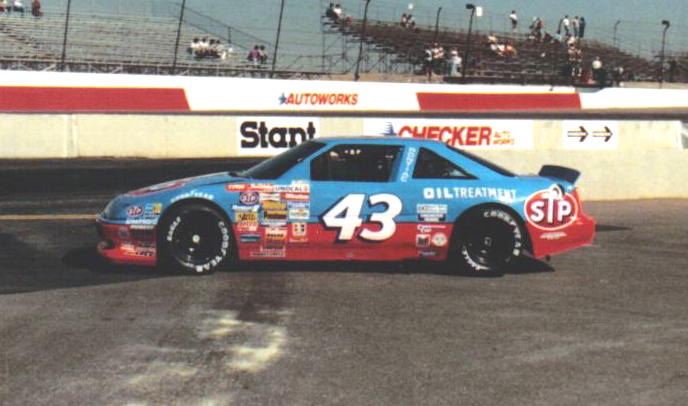
Carro da NASCAR de 1989 de Richard Petty com patrocínio da STP.

A empresa é famosa por patrocinar o carro do heptacampeão da NASCAR Richard Petty entre 1972 e 1992.